# 元田坝站
元田坝站是位于贵州省遵义市桐梓县楚米镇元田村的一个铁路车站，邮政编码563218。车站建于1965年，有川黔铁路经过该站，车站及其上下行区间均已电气化。车站距离重庆站240公里，隶属成都铁路局遵义车务段，是五等站。

## 概要
元田坝站作为川黔铁路电气化工程的一部分于1987年开工，1989年竣工。车站站内坡度2.5‰，设有3条股道:72。车站目前仅办理列车接发、会让及往来重庆西和遵义5629/5630次一对列车的客运业务，不办理货运业务。
车站共有6名职工，站房附近设有菜园和面积200平方米的鱼塘以为职工提供日常生活补给。

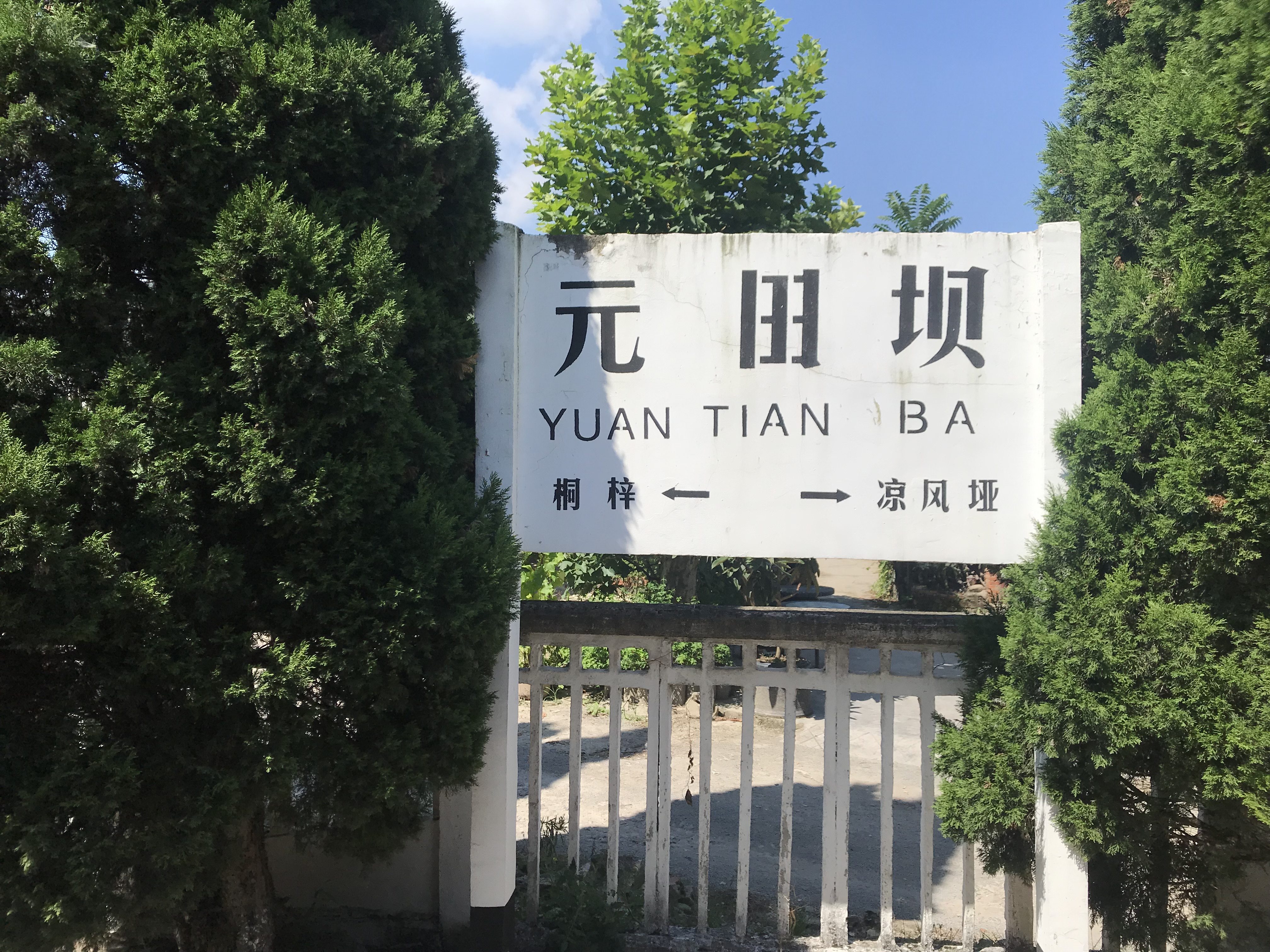
站牌
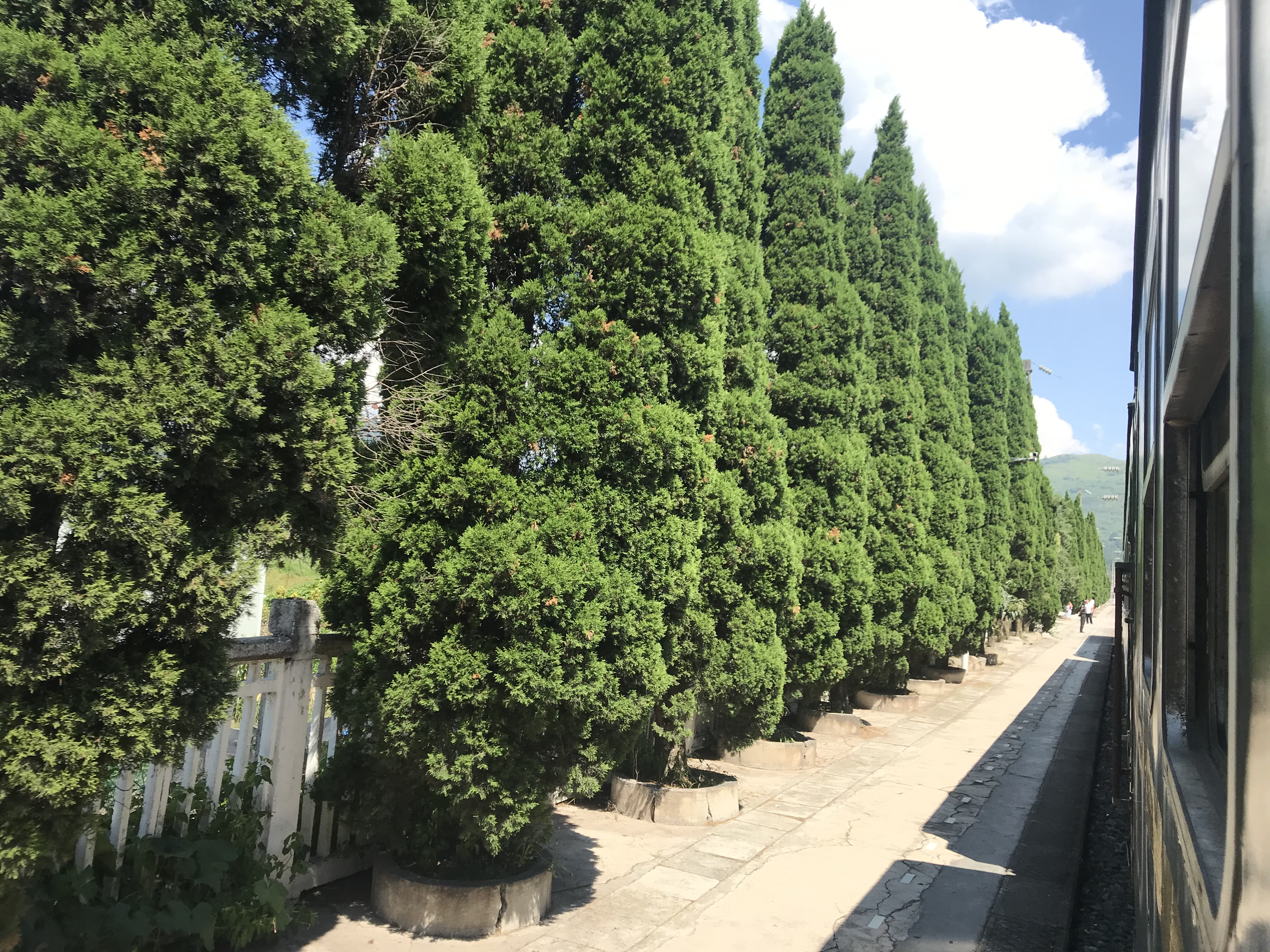
站台
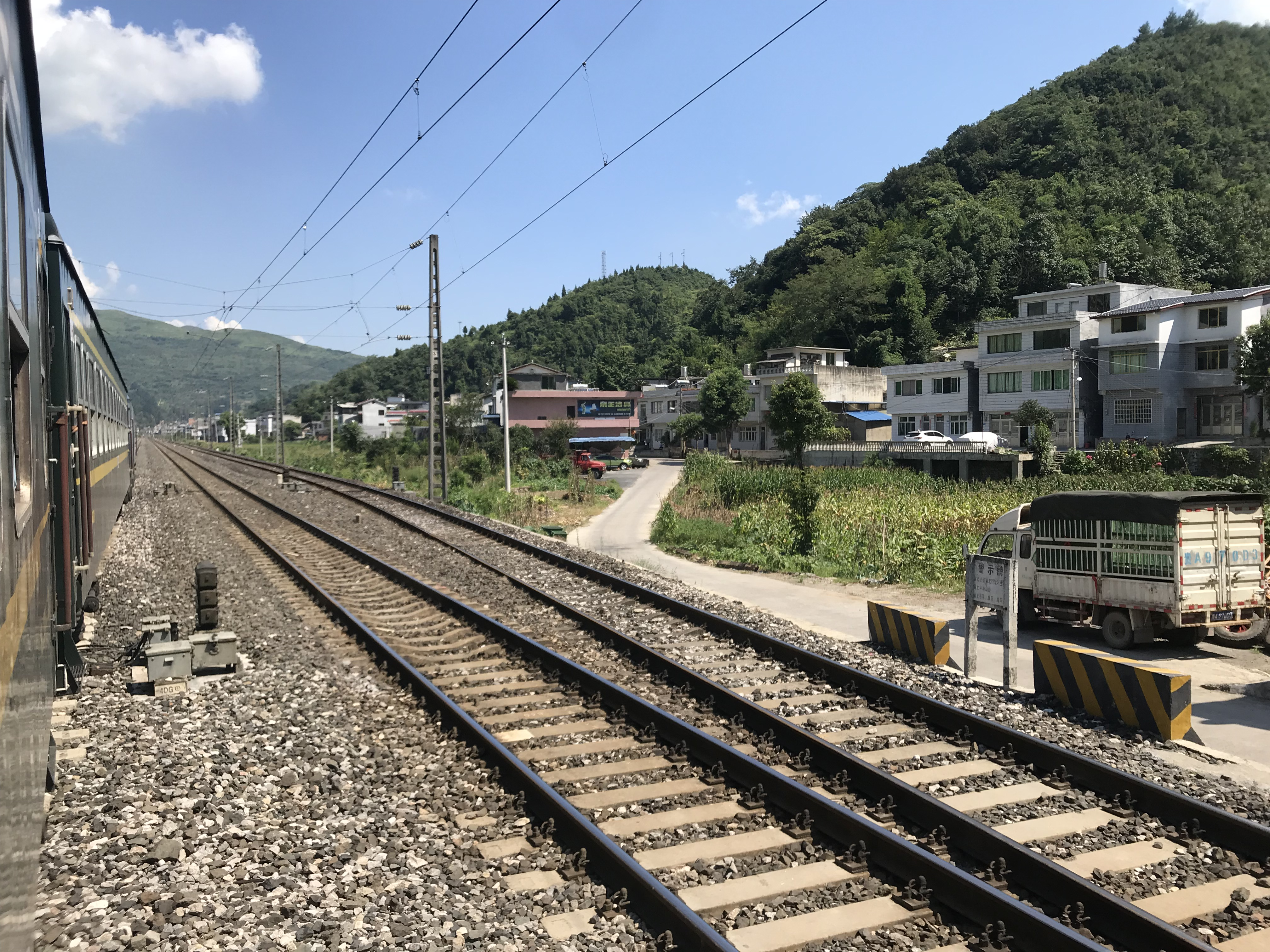
站场